# ハノーファー音楽演劇大学
ハノーファー音楽大学（ハノーファーおんがくだいがく、英語: Hanover University of Music, Drama and Media、公用語表記: Hochschule für Musik, Theater und Medien Hannover）は、ドイツ・ハノーファーに本部を置くドイツの音楽大学。1897年創立、1897年大学設置。

## 沿革
現在の正式名称は、ハノーファー音楽演劇メディア大学である。
ピアノ科の人気が高い。
著名な元教員にヘルムート・ラッヘンマンがいる。